# Minoru Kanehisa
Minoru Kanehisa (jap. 金久 實, Kanehisa Minoru; * 23. Januar 1948 in Nagasaki) ist ein japanischer Bioinformatiker an der Universität Kyōto. Er ist vor allem für die Entwicklung der Kyoto Encyclopedia of Genes and Genomes (KEGG) bekannt.
Kanehisha studierte an der Universität Tokio Physik (Abschluss 1970), hier erhielt er auch 1976 einen D.Sc. Als Postdoktorand arbeitete er an der Johns Hopkins University School of Medicine und dem Los Alamos National Laboratory. Als Forschungsassistent arbeitete er ab 1982 am National Cancer Institute, bevor er 1985 eine erste Professur am Institute for Chemical Research der Universität Kyōto erhielt. 1987 erhielt er eine ordentliche Professur. Von 1991 bis 1995 und von 2002 bis 2012 hatte er zusätzlich eine Professur am Human Genome Center des Institute of Medical Science der Universität Tokio inne. Von 2001 bis 2011 war er Direktor des Instituts für Bioinformatik der Universität Kyōto.
Minoru Kanehisa war von 1999 bis 2003 Gründungsdirektor der Japanischen Gesellschaft für Bioinformatik. Seit 2012 ist er technischer Direktor von Pathway Solutions Inc., seit 2009 Präsident von NPO Bioinformatics Japan.
Kanehisa hat (Stand August 2025) einen h-Index von 101. Aufgrund der Zahl seiner Zitierungen zählt ihn Clarivate Analytics seit 2018 zu den Favoriten auf einen Nobelpreis für Physiologie oder Medizin (Clarivate Citation Laureates).